# Collin Chou

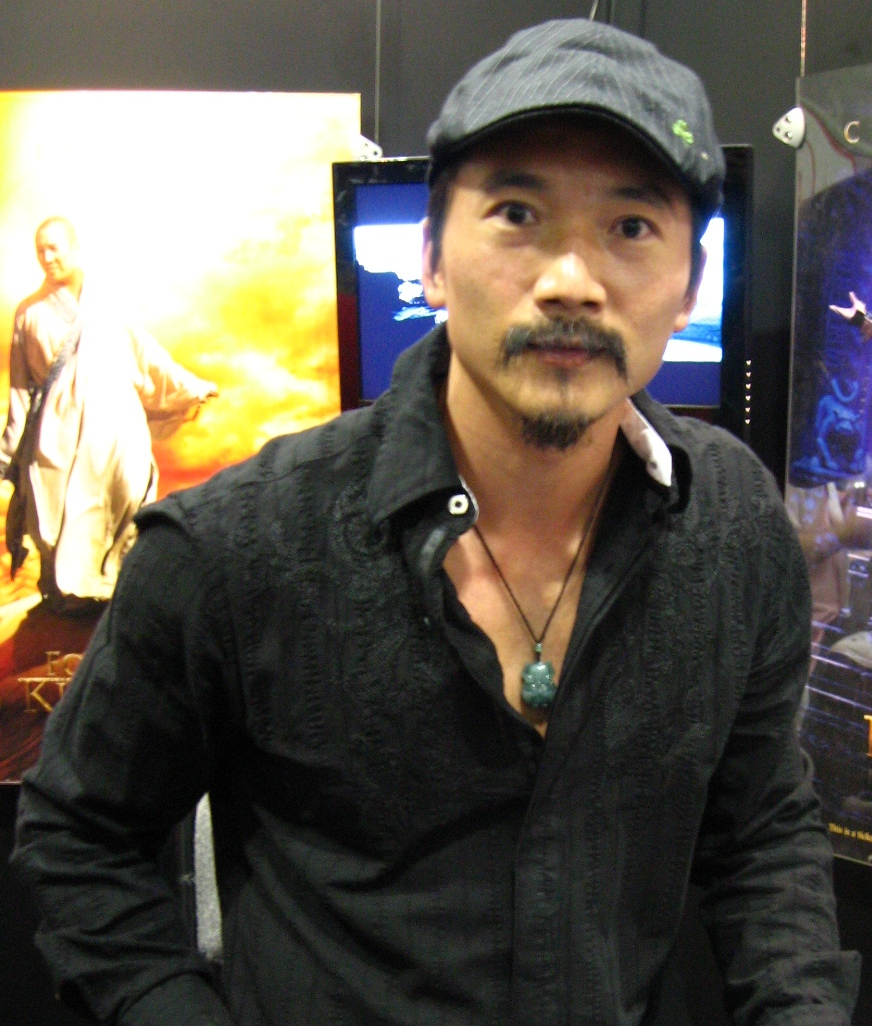
Collin Chou, 2008

Collin Chou (chinesisch 鄒兆龍 / 邹兆龙, Pinyin Zōu Zhàolóng, Jyutping Zau1 Siu6lung4, kantonesisch Chow Siu-Lung; * 11. August 1967 in Kaohsiung, Taiwan) – auch unter den Künstlernamen Lung Yun Chou (鄒龍雲 / 邹龙云,  Zōu Lóngyún, Jyutping Zau1 Lung4wan4, kantonesisch Chow Lung-Wan) bzw. Ngai Sing (倪星,  Ní Xīng, Jyutping Ngai4 Sing1) bekannt – ist ein chinesischer Schauspieler aus Taiwan.

## Leben
In einer großen Familie mit acht Brüdern und vier Schwestern aufgewachsen, begann Collin Chou sein Martial-Arts-Training bereits im Alter von fünf Jahren. Als er zwölf Jahre alt war, bestritt er seine erste Rolle als Stuntman. Die erste Hauptrolle hatte er mit 18 Jahren, anschließend absolvierte er zwei Jahre Wehrdienst in der taiwanesischen Armee. Danach wandte er sich dem Hongkong-Film zu. Viele Filme folgten, u. a. mit Jet Li, Donnie Yen und Sammo Hung. Ab 1999 setzte Collin seine Karriere in Hollywood fort, seine bekannteste Rolle ist Seraph in Matrix Reloaded und Matrix Revolutions. Außerdem synchronisierte er diese Figur im Videospiel Enter the Matrix, für das er auch als Motion-Capturing-Stuntman tätig war. Weiterhin war er für die Videospiele The Matrix Online und The Matrix: Path of Neo tätig.
Es folgten Auftritte in Produktionen wie The Forbidden Kingdom, Special ID oder Nur die halbe Geschichte.
Chou ist seit 1999 mit dem deutsch-chinesischen Model und Schauspielkollegin Wanda Yung Wai-Tak (翁慧德) aus Hongkong verheiratet, sie haben zwei Zwillingssöhne und eine Tochter.

## Filmografie (Auswahl)
- 1987: Promising Young Boy
- 1989: Into the Fire
- 2003: Matrix Reloaded (The Matrix Reloaded)
- 2003: Matrix Revolutions (The Matrix Revolutions)
- 2006: Fearless (Huo Yuan Jia)
- 2006: D.O.A. – Dead or Alive (DOA: Dead or Alive)
- 2007: Flash Point (Dou fo sin)
- 2008: The Forbidden Kingdom
- 2013: Special ID
- 2016: God of War Zhao Yun (Wu shen Zhao Zilong, Fernsehserie, 17 Episoden)
- 2018: Gatao 2: Rise of the King (Jiao tou 2: Wang zhe zai qi)
- 2020: Nur die halbe Geschichte (The Half of It)

Quelle: Hong Kong Movie Database, The Official Collin Chou Web Site